# 欧阳常林
欧阳常林（1952年12月—），湖南常德人，中国传媒人物，湖南广播电视台原台长，中国电视艺术家协会原副主席，第十二届全国政协委员。